# Cristóbal de las Casas
Cristóbal de las Casas (* 1530; † 1576) war ein spanischer Italianist und Lexikograf.

## Leben und Werk
Casas war der Autor des ersten alphabetischen zweisprachigen Wörterbuchs Italienisch-Spanisch, Spanisch-Italienisch:
- Vocabulario de las dos lenguas toscana y castellana, Sevilla 1570 (496 Seiten), 1579, 1583; Venedig 1576, 1582, 1587, 1591, 1594, 1604, 1608, 1618, 1622; hrsg. von  A. David Kossof, Madrid 1988 (24+248 Seiten, Vorwort von Juan M. Lope Blanch)

Der Teil Italienisch-Spanisch übersetzt 15 500 Wörter; der Teil Spanisch-Italienisch basiert auf dem Wörterbuch von Antonio de Nebrija und übersetzt 10 000 Wörter. Die italienischen Ausgaben ab 1587 sind von Camillo Camilli († 1615 in Dubrovnik) bearbeitet.